# PCCシュタディオン
PCCシュタディオン（ドイツ語: PCC-Stadion）は、ドイツ・ノルトライン＝ヴェストファーレン州デュースブルク市ホンベルク地区に所在するサッカー競技施設である。

## 概要
2003年に完成したスタジアムで、創設以来のスポンサーであるPCC SEの名前がとられている。座席は屋根付きのメインスタンド800席を含めて、全3000席となっている。
創設当時からVfBホンベルク及びFCR2001デュースブルクの本拠地として使用されていたが、2013年にFCR2001デュースブルクが活動終了し、2014年設立のMSVデュースブルク (女子)に引き継がれた事によって、女子サッカーの使用テナントが変わった。なお、MSVデュースブルクの男子チームは、同じ市内に所在するMSVアレーナを使用している。